# کیهان ترکی
کیهان ترکی نشریه‌ای به زبان ترکی استانبولی و چاپ تهران بود که توسط مؤسسه کیهان چاپ می‌شد.
نخستین شماره کیهان ترکی در سال ۱۳۶۴ منتشر شد. این نشریه پس از ۹ سال فعالیت در سال ۱۳۷۳ 
تعطیل شد.